# Sigi Harreis
Siglinde „Sigi“ Harreis-Langer, geborene Dannenmann (* 28. April 1937 in Tübingen; † 9. Dezember 2008 in München) war eine deutsche Journalistin und Fernseh-Moderatorin.

## Leben
Siglinde Harreis wurde geboren als Tochter von Friedel Dannenmann, geborene Hermann, und Hans Dannenmann, einem promovierten Dozenten für Psychologie und Pädagogik. Sie besuchte das Mädchengymnasium in Esslingen am Neckar und studierte danach Neuphilologie (Englisch und Spanisch) sowie internationales Recht an den Universitäten von Heidelberg und Madrid. Später machte Harreis eine Ausbildung zur Fremdsprachlichen Wirtschaftskorrespondentin für Spanisch und zur Verhandlungsdolmetscherin in Spanisch und Englisch. Während ihres Studiums arbeitete sie als Auslandskorrespondentin sowie als Dolmetscherin.
Ihre Fernsehkarriere begann sie als Kabelhilfe, Script Girl und Ansagerin im Bayerischen Fernsehen, außerdem arbeitete die freie Journalistin bei Funk und Fernsehen Ende der 1970er Jahre als Redakteurin. Ihren ersten Fernsehauftritt hatte sie als Kandidatin in der Sendung Hätten Sie’s gewußt? Daraufhin wurde sie von Robert Lembke zum Vorsprechen eingeladen. Einem breiten Publikum wurde sie als Sigi Harreis ab August 1980 durch die Moderation der Sendung Die Montagsmaler bekannt, die sie von Frank Elstner übernommen hatte. Harreis, die vor allem in den 1970er und 1980er Jahren im Fernsehen präsent war, gilt als der erste weibliche Showmaster in Deutschland. In den 1980er und 1990er Jahren moderierte sie diverse Radiosendungen (unter anderem die fast vierstündige erfolgreiche Mittwochssendung Vom Telefon zum Mikrofon) im ersten Programm des in Baden-Baden ansässigen Südwestfunks. Sie war zudem als Autorin und Regisseurin tätig.
Ihre erste Moderation im ZDF hatte sie in der Magazin-Sendung Freizeit und was man daraus machen kann. Sie moderierte außerdem den Talentschuppen, das Baden-Badener Roulette und Die goldene Eins sowie von 1983 bis 1986 die Aktuelle Stunde im WDR. Zudem war sie für SWF3 mit der Radio-Comedy-Sendung Landärztin Marianne 013 erfolgreich. Nach der Fusion von SWF und SDR zum SWR im Jahr 1998 zog sie sich zusammen mit ihrem Ehemann ins Privatleben zurück und lebte abwechselnd in München und auf Mallorca.
Aus ihrer ersten Ehe mit Jobst Harreis stammen zwei Kinder, die Tochter Caroline und der Sohn Till. In zweiter Ehe war sie ab 1977 mit Klaus Langer verheiratet. Harreis erlag im Dezember 2008 in einem Münchner Krankenhaus den Folgen eines Magenkrebsleidens. Harreis wurde auf eigenen Wunsch nach ihrem Tode eingeäschert; die Asche wurde im Meer vor der spanischen Insel Mallorca verstreut.

## Fernsehen
- 1960: Hätten Sie’s gewußt? (Deutsches Fernsehen, als Kandidatin in Folge 23)[5]
- 1965: Hits à Gogo
- 1971: Baden-Badener Roulette (SWR Fernsehen)
- 1979: freizeit und was man daraus machen kann (ZDF)
- 1980–1996: Die Montagsmaler (Deutsches Fernsehen/Das Erste)
- 1983–1986: Aktuelle Stunde (Westdeutsches Fernsehen)
- 1984: Dalli Dalli (ZDF, Folge 127, als Kandidatin)
- 1984: Heut’ abend (Das Erste, Folge 145, als Gast)
- 1984: Unser schöner Wald soll leben (Das Erste, Unterhaltungsshow)[6]
- 1985: Die goldene Eins (von der IFA Berlin, mit Jürgen von der Lippe und Michael Schanze) (Erstes Deutsches Fernsehen)
- 1987: Hollymünd (Westdeutsches Fernsehen)
- 1988: Die Erfolgreichen (Das Erste)
- 1992–1997: Drei in einem Boot (SWF/SDR)

## Hörfunk
- Vom Telefon zum Mikrofon (SWF)
- Landärztin Marianne 013 (Radio-Comedy-Sendung, SWF3)

## Hörspiele
- 1972 und 1973: Robbi, Tobbi und das Fliewatüüt. Sigi Harreis spricht „Tante Paula“, Intercord,
- 1975: Sebastian Sailer: Die Schöpfung der ersten Menschen, der Sündenfall und dessen Strafe. Sigi Harreis spricht „Eva“
- 1977: Richard Stöckle: Schwäbische Weihnacht. Sigi Harreis spricht „Maria“[7]

## Werke
- Meine Kinder, meine Fernsehkinder. Oder: Samstag ist auch hinterm Haus. rororo Taschenbuch, Reinbek bei Hamburg 1988, ISBN 978-3-499-12153-1.
- mit Gerhard Langes: Spielend zeichnen lernen mit den Montagsmalern. Falken, Niedernhausen 1989, ISBN 978-3-8068-0974-9.

## Auszeichnungen (Auswahl)
- Voix Sympathique, AvD (1980)
- Goldene Kamera, Hörzu (1984)